# Sõrve fyr
Sõrve fyr är en fyr på den långsmala halvön Svorbe i sydvästra delen av ön Ösel i Estland. Den markerar norra sidan av inseglingen till Rigabukten genom Svorbesundet. Den södra sidan markeras av Miķeļbāka fyr i Lettland.
Fyren är 52 meter hög och byggd av betong och har en lanternin på toppen. Den översta delen är svart och den nedersta vit. Fyrlyktan avger en vit blixt var femtonde sekund och lysvidden är 15 sjömil. Intill fyren finns en fyrväktarbostad i två våningar.

## Historia
Den första fyren på platsen tändes år 1646. Det var en så kallade papegojfyr, en upphissad järnkorg med vedeld inuti. Korgen hissades upp i en ställning av grovt trä med hjälp av en motvikt. Papegojfyren ersattes av ett murat torn år 1650.

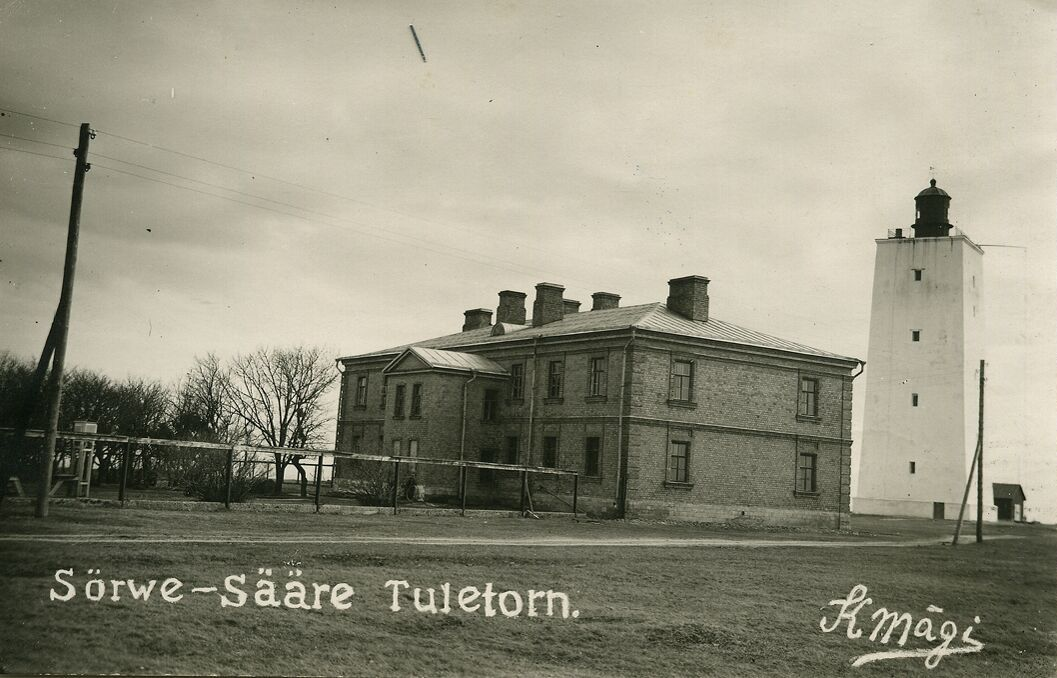
Sõlve fyr före andra världskriget.

Den tredje fyren på platsen byggdes år 1863. Den var 30 meter hög och förstördes av tyska trupper under andra världskriget. År 1949 ersattes den med ett provisoriskt torn av trä.
Den nuvarande fyren, som byggdes år 1960, är ett de högsta torn som någonsin har byggts i Estland av armerad betong. Den var försedd med en roterande fyrlykta som drevs med batterier som laddades med hjälp av en dieseldriven generator. Fyrlyktan ersattes med modern optik med plastlinser år 1999.
Fyren renoverades 2017–2018 med stöd från Europeiska regionala utvecklingsfonden och i juni 2018 öppnade den för besökare.
Fyren kan besökas under sommarhalvåret. Det är 248 trappsteg upp till toppen.